# Троїцька церква (Білолуцьк)
Троїцька церква — зходится в с. Білолуцьк, Луганської області. Храм освящений і почав діяти в 1885 році. Будувався 25 років. Довгий час храм займав в житті прихожан значне місце. Будова вийшла дуже красива. Церква кам'яна, зовні цементована, всередині отштукатурена. На будові є один великий купол і дзвіниця в два яруси. Будова храму добре збереглася. Троїцький храм вистояв атеїстичну навалу 1920-30-х років, але в кінці 1960-х поступово занепав. Зменшилася кількість прихожан, приховане переслідування віруючих привели до закриття церкви. При Свято-Троїцькому храмі діяла церковно-приходська школа.
Значний слід після себе залишила родина священиків Попових. Особливо Феоктист Іванович Попов, який сприяв споруді земського училища (згодом двоповерхову будівлю середньої школи) і Білолуцької лікарні.
На сучасний момент проводиться реставрація храму.

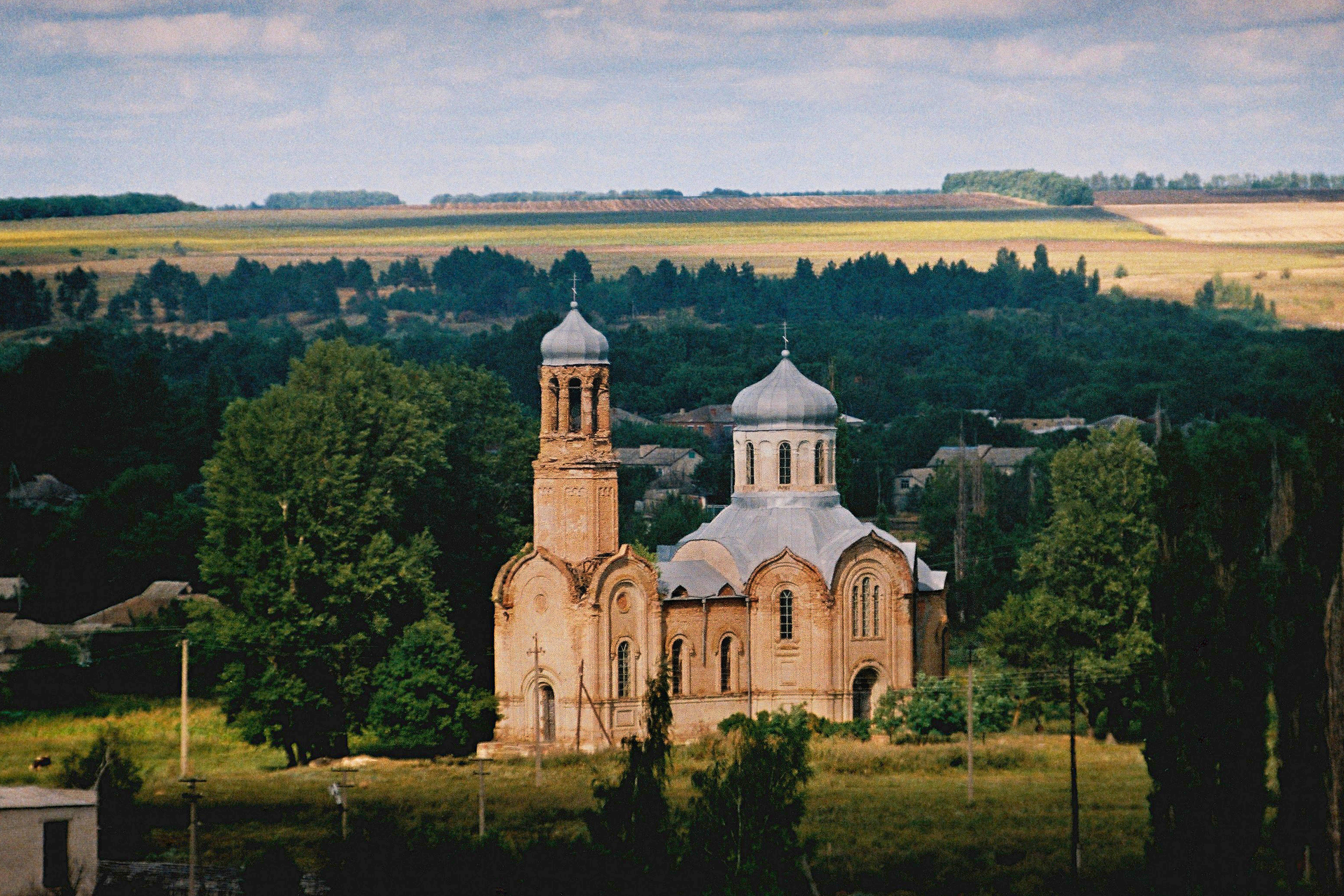
Вид на церкву (2006 рік)
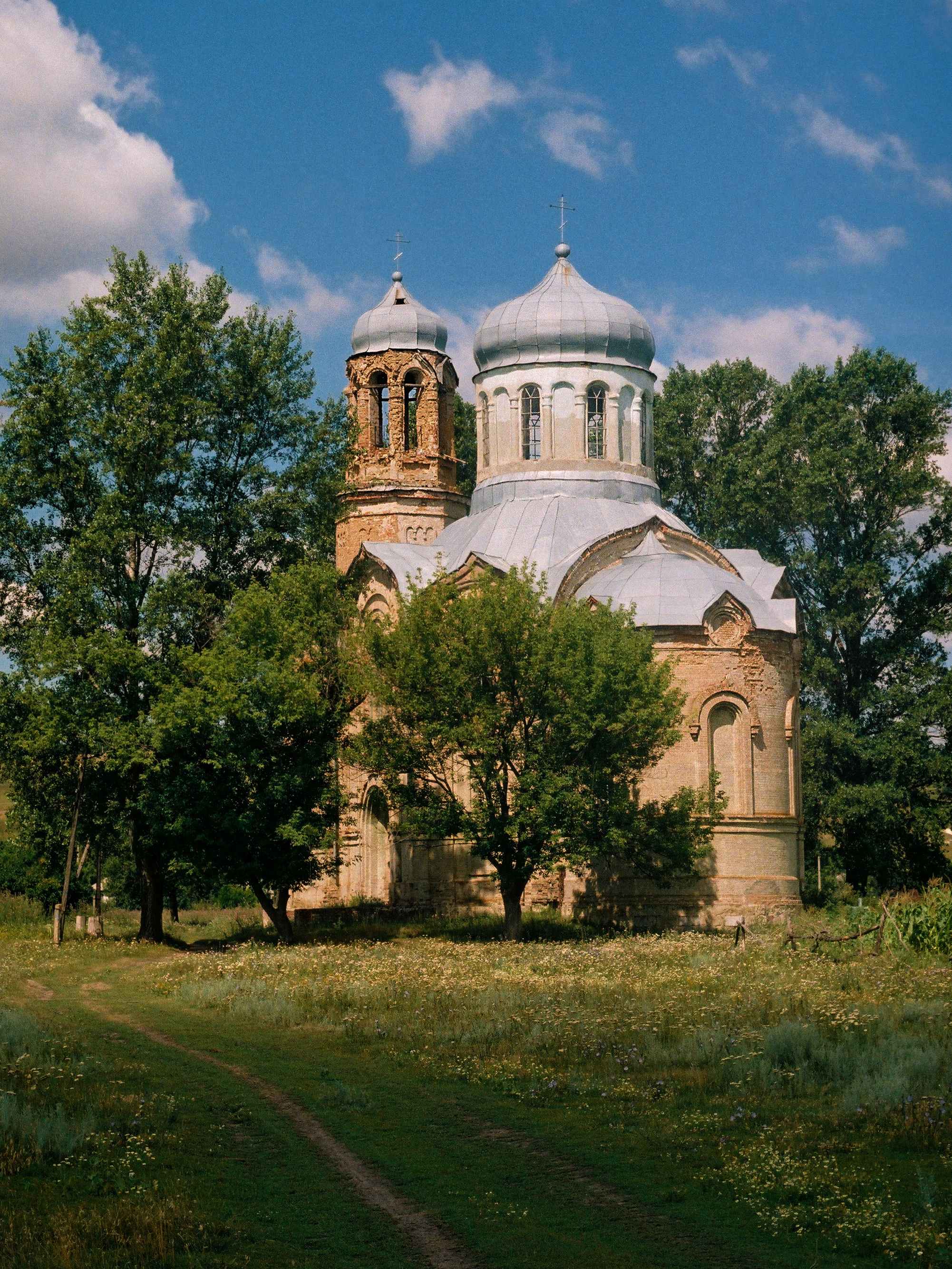
Вид збоку (2006 рік)
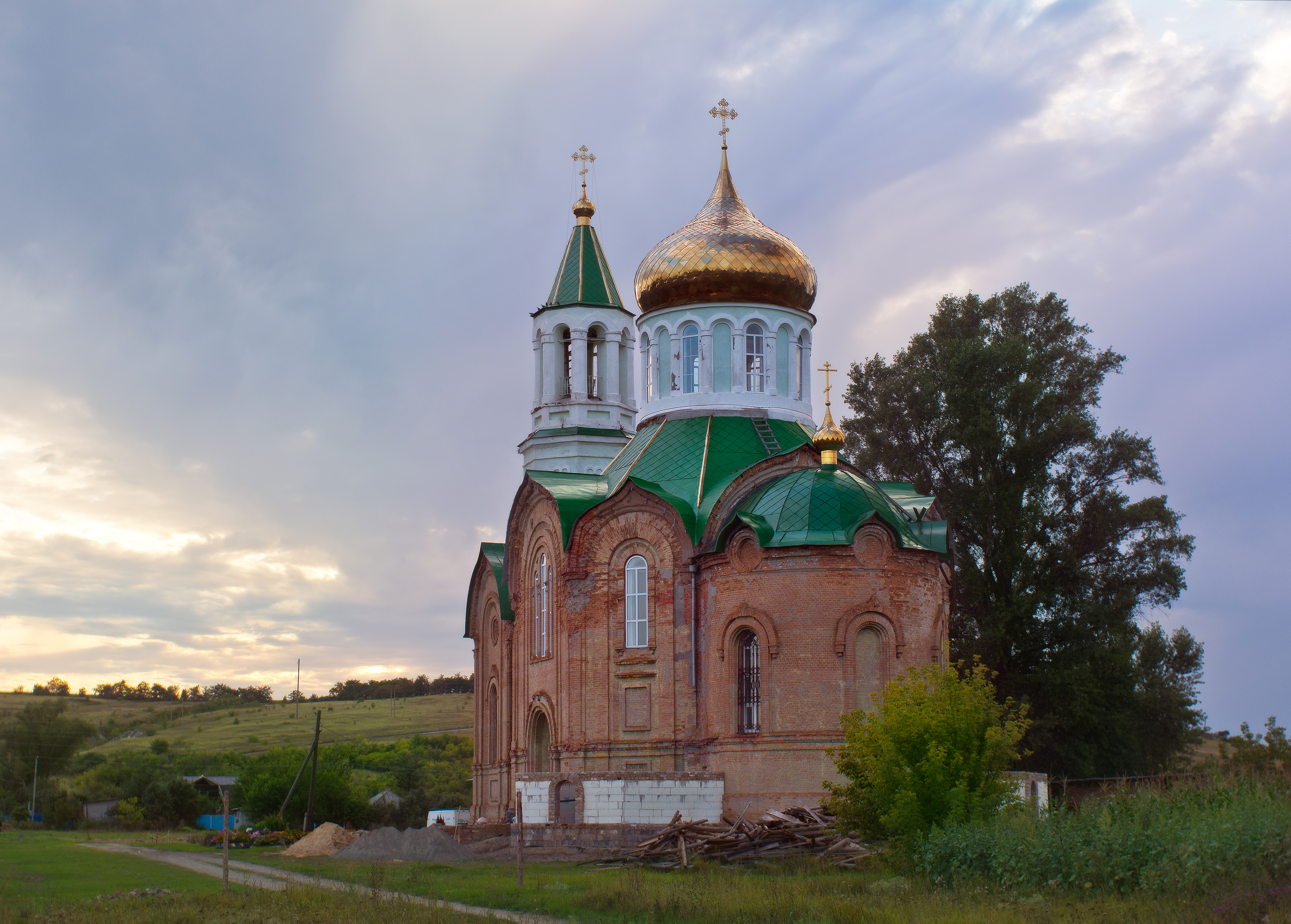
Вид збоку (2019 рік)